# Buda (okręg Bacău)
Buda – wieś w Rumunii, w okręgu Bacău, w gminie Berzunți. W 2011 roku liczyła 480 mieszkańców.